# Royal Rumble 2011
Royal Rumble 2011 è stata la ventiquattresima edizione dell'omonimo evento in pay-per-view prodotto annualmente dalla World Wrestling Entertainment. L'evento si è svolto il 30 gennaio 2011 al TD Garden di Boston.
In questa edizione, il royal rumble match ha visto la partecipazione di quaranta wrestler invece dei tradizionali trenta.

## Storyline
Come ogni anno si è tenuto il Royal Rumble match, il cui vincitore avrebbe ottenuto un incontro a WrestleMania XXVII per uno dei due titoli mondiali (il WWE Championship di Raw o il World Heavyweight Championship di SmackDown) in base alla propria scelta; inoltre, per la prima volta nella storia della federazione, tale incontro ha visto la partecipazione di quaranta lottatori invece dei tradizionali trenta.
Il 19 dicembre 2010, a TLC: Tables, Ladders & Chairs, The Miz ha difeso con successo il WWE Championship in un Tables match contro Randy Orton grazie anche all'aiuto di Alex Riley. Nella puntata di Raw del 3 gennaio 2011, Orton ha vinto un Triple Threat Steel Cage match contro Wade Barrett e Sheamus, ottenendo così un altro incontro per il titolo di The Miz dopo che questi, poco prima, lo aveva difeso con successo in Falls Count Anywhere match contro John Morrison. Un match tra The Miz e Orton con in palio il WWE Championship è stato poi sancito per la Royal Rumble.
Nella puntata di SmackDown del 7 gennaio 2011, Dolph Ziggler ha vinto un Fatal 4-Way match che includeva anche Big Show, Drew McIntyre e Cody Rhodes, diventando così lo sfidante al World Heavyweight Champion Edge dopo che questi, poco prima, aveva difeso con successo il titolo in un Last Man Standing match contro Kane. Un match tra Edge e Ziggler con in palio il World Heavyweight Championship è stato quindi annunciato per la Royal Rumble, con la General Manager dello show, Vickie Guerrero (subentrata al posto dell'infortunato Theodore Long), che ha proibito ad Edge l'utilizzo della Spear durante il loro incontro, pena la privazione del titolo.
Nella puntata di Raw del 24 gennaio 2011, dopo che Natalya aveva difeso con successo il Divas Championship contro Melina, Layla e Michelle McCool hanno annunciato un match tra loro due contro Natalya con in palio il titolo per la Royal Rumble. Successivamente, il General Manager anonimo ha aggiunto anche la rientrante Eve Torres nel loro incontro della Royal Rumble, trasformandolo dunque in un Fatal 4-Way match per il Divas Championship.

## Critica
Come ogni anno il Sun, nella solita recensione dell'evento, ha apprezzato in modo particolare i match prima della mega-rissa a 40 uomini. Ha poi sottolineato l'ottima forma di Alberto Del Rio, presente anche più volte in una settimana tra SmackDown e Raw nelle puntate precedenti alla Rumble. Un po' affrettato il finale secondo il giornale, ma pregevole l'evoluzione delle faide. L'evento ha ricevuto un voto molto positivo (8 su 10), un voto in più dell'edizione del 2010.

## Risultati
| #       | Incontri                                                       | Stipulazioni                                       | Durata   |
| ------- | -------------------------------------------------------------- | -------------------------------------------------- | -------- |
| Kickoff | R-Truth ha sconfitto Curt Hawkins                              | Single match                                       | 04:20    |
| 1       | Edge (c) ha sconfitto Dolph Ziggler (con Vickie Guerrero)      | Single match per il World Heavyweight Championship | 20:45    |
| 2       | The Miz (c) (con Alex Riley) ha sconfitto Randy Orton          | Single match per il WWE Championship               | 19:50    |
| 3       | Eve Torres ha sconfitto Layla, Michelle McCool e Natalya (c)   | Fatal four-way match per il WWE Divas Championship | 05:14    |
| 4       | Alberto Del Rio ha vinto eliminando per ultimo Santino Marella | Royal rumble match                                 | 01:09:49 |

## Royal rumble match
– Wrestler di Raw
     – Wrestler di SmackDown

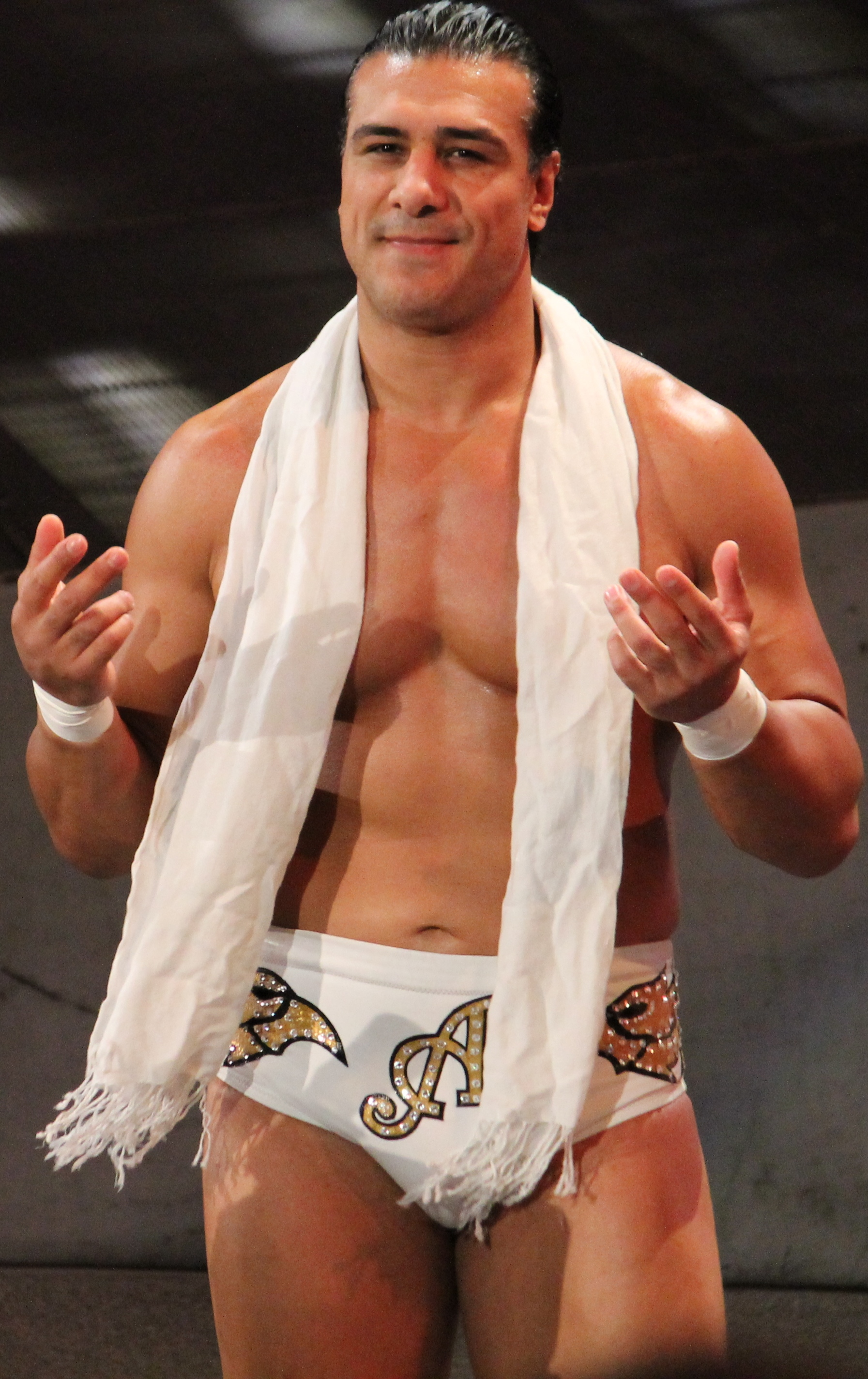
Alberto Del Rio, vincitore del Royal rumble match

     – Wrestler non affiliato
     – Vincitore
| #   | Wrestler             | Ordine | Eliminato da                                               | Tempo | Eliminazioni |
| --- | -------------------- | ------ | ---------------------------------------------------------- | ----- | ------------ |
| 1°  | CM Punk              | 21°    | John Cena                                                  | 35:21 | 7            |
| 2°  | Daniel Bryan         | 8°     | CM Punk                                                    | 20:55 | 2            |
| 3°  | Justin Gabriel       | 1°     | Daniel Bryan                                               | 00:58 | 0            |
| 4°  | Zack Ryder           | 2°     | Daniel Bryan                                               | 00:43 | 0            |
| 5°  | William Regal        | 3°     | Ted DiBiase                                                | 04:10 | 0            |
| 6°  | Ted DiBiase Jr.      | 7°     | Husky Harris e Michael McGillicutty                        | 12:06 | 1            |
| 7°  | John Morrison        | 10°    | CM Punk, David Otunga, Husky Harris e Michael McGillicutty | 13:24 | 0            |
| 8°  | Yoshi Tatsu          | 5°     | Mark Henry                                                 | 05:35 | 0            |
| 9°  | Husky Harris         | 15°    | The Great Khali                                            | 15:48 | 3            |
| 10° | Chavo Guerrero       | 4°     | Mark Henry                                                 | 02:01 | 0            |
| 11° | Mark Henry           | 11°    | CM Punk, David Otunga, Husky Harris e Michael McGillicutty | 07:04 | 2            |
| 12° | JTG                  | 6°     | Michael McGillicutty                                       | 01:48 | 0            |
| 13° | Michael McGillicutty | 20°    | John Cena                                                  | 15:07 | 4            |
| 14° | Chris Masters        | 9°     | CM Punk                                                    | 01:58 | 0            |
| 15° | David Otunga         | 19°    | John Cena                                                  | 11:56 | 2            |
| 16° | Tyler Reks           | 12°    | CM Punk                                                    | 00:34 | 0            |
| 17° | Vladimir Kozlov      | 13°    | CM Punk                                                    | 00:40 | 0            |
| 18° | R-Truth              | 14°    | CM Punk                                                    | 01:02 | 0            |
| 19° | The Great Khali      | 16°    | Mason Ryan                                                 | 01:17 | 1            |
| 20° | Mason Ryan           | 18°    | John Cena                                                  | 04:32 | 2            |
| 21° | Booker T             | 17°    | Mason Ryan                                                 | 01:08 | 0            |
| 22° | John Cena            | 36°    | The Miz                                                    | 33:17 | 7            |
| 23° | Hornswoggle          | 24°    | Sheamus                                                    | 09:39 | 0            |
| 24° | Tyson Kidd           | 22°    | John Cena                                                  | 00:53 | 0            |
| 25° | Heath Slater         | 23°    | John Cena                                                  | 00:57 | 0            |
| 26° | Kofi Kingston        | 31°    | Randy Orton                                                | 24:04 | 1            |
| 27° | Jack Swagger         | 25°    | Rey Mysterio                                               | 04:41 | 0            |
| 28° | Sheamus              | 32°    | Randy Orton                                                | 18:16 | 1            |
| 29° | Rey Mysterio         | 35°    | Wade Barrett                                               | 19:07 | 2            |
| 30° | Wade Barrett         | 37°    | Randy Orton                                                | 22:23 | 2            |
| 31° | Dolph Ziggler        | 27°    | Big Show                                                   | 07:12 | 0            |
| 32° | Diesel               | 26°    | Wade Barrett                                               | 02:45 | 0            |
| 33° | Drew McIntyre        | 29°    | Big Show                                                   | 04:46 | 0            |
| 34° | Alex Riley           | 28°    | John Cena e Kofi Kingston                                  | 02:50 | 0            |
| 35° | Big Show             | 30°    | Ezekiel Jackson                                            | 01:30 | 2            |
| 36° | Ezekiel Jackson      | 33°    | Kane                                                       | 07:14 | 1            |
| 37° | Santino Marella      | 39°    | Alberto Del Rio                                            | 12:54 | 0            |
| 38° | Alberto Del Rio      | —      | Vincitore                                                  | 09:33 | 2            |
| 39° | Randy Orton          | 38°    | Alberto Del Rio                                            | 08:18 | 3            |
| 40° | Kane                 | 34°    | Rey Mysterio                                               | 01:36 | 1            |